# Kontula
Kontula és un barri de la ciutat de Hèlsinki, la capital de Finlàndia, i part del districte de Mellunkylä. A causa de l'existència de nombrosos habitatges públics de protecció oficial, i la concentració de població migrant i refugiada, és considerat un suburbi de Hèlsinki.
Kontula fou construït majoritàriament entre els anys 1960 i 1970, quan moltes persones del centre de la ciutat s'hi van traslladar. El metro va arribar a Kontula l'any 1986. L'estació de metro de Kontula és usada diàriament per 20.000 persones.
Kontulan Ostoskeskus és el centre comercial de Kontula. Inaugurat el 1967, disposa de diverses botigues de queviures, bancs, farmàcies i bars. El centre comercial inclou també el centre de salut, una biblioteca, una piscina, un gimnàs i un parc de patinatge construït en un antic refugi nuclear.